# 感覚過敏
感覚過敏（かんかくかびん、英: Hyperesthesia）は、視覚、聴覚、嗅覚、味覚、触覚などの諸感覚が過敏で日常生活に困難さを抱えている状態である。
視覚の場合は視覚過敏、聴覚の場合は聴覚過敏、嗅覚の場合は嗅覚過敏、味覚の場合は味覚過敏、触覚の場合は触覚過敏と呼ぶ。感覚過敏は病名ではなく症状である。